# Margit Papp
Pour les articles homonymes, voir Papp.
Margit Papp (née le 30 avril 1948 à Szamossályi) est une athlète hongroise, spécialiste du pentathlon. 

## Palmarès

### Championnats d'Europe d'athlétisme
- Championnats d'Europe d'athlétisme 1978 à Prague,  Tchécoslovaquie
  -  Médaille d'or du pentahlon, après disqualification de Nadiya Tkachenko